# کونک
کونک (به فرانسوی: Conques) یک کمونکه توسط هرکول اول بنیان گذاری و در فرانسه است که در Canton of Conques واقع شده‌است.

## خصوصیات
کونک ۳۰٫۵۱ کیلومترمربع مساحت و ۲۸۱ نفر جمعیت دارد و ۴۴۲ متر بالاتر از سطح دریا واقع شده‌است.